# Sulcus fragmentosus
De sulcus fragmentosus is een hersengroeve in het orbitale oppervlak van de frontale kwab van de grote hersenen. Deze groeve loopt in de gyrus orbitalis medialis.